# Lockne socken
Lockne socken i Jämtland är sedan 1971 en del av Östersunds kommun och motsvarar från 2016 Lockne distrikt.
Socknens areal är 205,80 kvadratkilometer, varav 173,30 land. År 2000 fanns här 1 655 invånare. Tätorten Tandsbyn samt småorterna Lockne och Ångsta ligger i socknen. Sockenkyrkan Lockne kyrka ligger utanför Ångsta.

## Administrativ historik
Lockne socken har medeltida ursprung. 
Vid kommunreformen 1862 överfördes ansvaret för de kyrkliga frågorna till Lockne församling och för de borgerliga frågorna till Lockne landskommun. Landskommunen inkorporerades 1952 i Brunflo landskommun som 1971 uppgick i Östersunds kommun.
1 januari 2016 inrättades distriktet Lockne, med samma omfattning som församlingen hade 1999/2000.
Socknen har tillhört fögderier, tingslag och domsagor enligt vad som beskrivs i artikeln Jämtland. De indelta soldaterna tillhörde Jämtlands fältjägarregemente och Jämtlands hästjägarkår.

## Geografi
Lockne socken ligger söder om Östersund, kring norra och västra delen av Locknesjön. Socknen har odlingsbygd vid sjön och omges av skogsmark, särskilt i söder.
I norra delen genomkorsas socknen av europaväg 45 (delen Östersund-Åsarna) samt av Inlandsbanan. Vålbackens tegelbruk satte förr sin prägel på socknen.

## Fornlämningar
Man har anträffat omkring 40 gravhögar från järnåldern. I området finns cirka tio ödegårdar från medeltiden. I skogarna har man hittat ett femtiotal fångstgropar.

## Namnet
Namnet (1312 Locne) kommer från Locknesjön och innehåller luka, 'stänga; innesluta' syftande på att den urtida vattenleden mellan Revsundsområdet och Storsjön är avbruten och stängd i Locknesjön.

## Befolkningsutveckling
| Befolkningsutvecklingen i Lockne socken 1750–1990                                                        | Befolkningsutvecklingen i Lockne socken 1750–1990 | Befolkningsutvecklingen i Lockne socken 1750–1990 | Befolkningsutvecklingen i Lockne socken 1750–1990 | Befolkningsutvecklingen i Lockne socken 1750–1990 |
| --- | ------------------------------------------------- | ------------------------------------------------- | ------------------------------------------------- | ------------------------------------------------- |
| |                                                   |                                                   |                                                   |                                                   |
| År |                                                   |                                                   | Folkmängd                                         |                                                   |
| 1750 | 1750                                              |                                                   | 551                                               |                                                   |
| 1760 | 1760                                              |                                                   | 742                                               |                                                   |
| 1769 | 1769                                              |                                                   | 750                                               |                                                   |
| 1780 | 1780                                              |                                                   | 814                                               |                                                   |
| 1810 | 1810                                              |                                                   | 942                                               |                                                   |
| 1820 | 1820                                              |                                                   | 1 039                                             |                                                   |
| 1830 | 1830                                              |                                                   | 1 087                                             |                                                   |
| 1840 | 1840                                              |                                                   | 1 126                                             |                                                   |
| 1850 | 1850                                              |                                                   | 1 171                                             |                                                   |
| 1860 | 1860                                              |                                                   | 1 282                                             |                                                   |
| 1870 | 1870                                              |                                                   | 1 446                                             |                                                   |
| 1880 | 1880                                              |                                                   | 1 558                                             |                                                   |
| 1890 | 1890                                              |                                                   | 1 683                                             |                                                   |
| 1900 | 1900                                              |                                                   | 1 674                                             |                                                   |
| 1910 | 1910                                              |                                                   | 1 675                                             |                                                   |
| 1920 | 1920                                              |                                                   | 1 879                                             |                                                   |
| 1930 | 1930                                              |                                                   | 1 890                                             |                                                   |
| 1940 | 1940                                              |                                                   | 1 902                                             |                                                   |
| 1950 | 1950                                              |                                                   | 1 950                                             |                                                   |
| 1960 | 1960                                              |                                                   | 1 834                                             |                                                   |
| 1970 | 1970                                              |                                                   | 1 508                                             |                                                   |
| 1980 | 1980                                              |                                                   | 1 627                                             |                                                   |
| 1990 | 1990                                              |                                                   | 1 721                                             |                                                   |
| Anm: Källor: Umeå universitet - Tabellverket 1749-1859, Demografiska databasen, CEDAR, Umeå universitet. |                                                   |                                                   |                                                   |                                                   |